# Górny Paragwaj
Górny Paragwaj (hiszp. Alto Paraguay) – jeden z departamentów Paragwaju położony w północnej części kraju. Od zachodu graniczy z Boliwią (departament Santa Cruz), a od północnego zachodu graniczy z Brazylią (stan Mato Grosso do Sul). Stolicą jest Fuerte Olimpo. Górny Paragwaj sąsiaduje z departamentami: Boquerón, Presidente Hayes i Concepción. Dzieli się jeszcze na 3 dystrykty: Fuerte Olimpo, Puerto Casado i Mayor Pablo Lagerenza.
Na terenie Górnego Paragwaju znajdują się 4 parki narodowe. Są to: Defensores del Chaco, Río Negro, Cornel Cabrera i Chovoreca. Najwyższym szczytem jest Cerro León.
Największe miasta regionu to Fuerte Olimpo, Bahía Negra i Puerto Casado.